# U-234
| U-234                                                                            | U-234 | U-234 |
| -------------------------------------------------------------------------------- | --- | --- |
|                                                                                  | | |
|                                                                                  | | |
| Здача U-234 у полон американському ескортному міноносцю «Саттон». 14 травня 1945 | | |
| Під прапором                                                                     | Третій Рейх | Третій Рейх |
| Спуск на воду                                                                    | 22 грудня 1943 року | 22 грудня 1943 року |
| Виведений зі складу флоту                                                        | 2 березня 1944 року | 2 березня 1944 року |
| Сучасний статус                                                                  | 14 травня 1945 року капітулював американському ескортному міноносцю «Саттон»                                                                      | 14 травня 1945 року капітулював американському ескортному міноносцю «Саттон»                                                                      |
| Проєкт                                                                           | | |
| Тип ПЧ                                                                           | Підводний мінний загороджувач | Підводний мінний загороджувач |
| Розробник проєкту                                                                | Friedrich Krupp Germaniawerft, Кіль | Friedrich Krupp Germaniawerft, Кіль |
| Вартість                                                                         | 4 439 000 ℛℳ | 4 439 000 ℛℳ |
| Основні характеристики                                                           | | |
| Швидкість (надводна)                                                             | 17 вузлів | 17 вузлів |
| Швидкість (підводна)                                                             | 7 вузлів | 7 вузлів |
| Робоча глибина занурення                                                         | 100 м | 100 м |
| Гранична глибина занурення                                                       | 220 м | 220 м |
| Автономність плавання                                                            | 18450 миль (34 170 км) на швидкості 10 вузлів (19 км/год) (в надводному положенні) 93 милі (172 км) на швидкості 4 вузли (у підводному положенні) | 18450 миль (34 170 км) на швидкості 10 вузлів (19 км/год) (в надводному положенні) 93 милі (172 км) на швидкості 4 вузли (у підводному положенні) |
| Екіпаж                                                                           | 52 особи | 52 особи |
| Розміри                                                                          | | |
| Довжина найбільша (по КВЛ)                                                       | 89,8 м | 89,8 м |
| Ширина корпусу найб.                                                             | 6,2 м | 6,2 м |
| Висота                                                                           | 10,2 м | 10,2 м |
| Середня осадка (по КВЛ)                                                          | 4,71 м | 4,71 м |
| Водотоннажність надводна                                                         | 1763 т | 1763 т |
| Озброєння                                                                        | | |
| Артилерія                                                                        | 1 × 105-мм палубна гармата SK C/32 | 1 × 105-мм палубна гармата SK C/32 |
| Торпедно- мінне озброєння                                                        | 2 ТА, 15 торпед типу G7e. 66 мін SMA у 30 шахтах                                                                                                  | 2 ТА, 15 торпед типу G7e. 66 мін SMA у 30 шахтах                                                                                                  |
| ППО                                                                              | 1 × 37-мм зенітна гармата FlaK 36/37/43 1 × 20-мм зенітна гармата FlaK 30                                                                         | 1 × 37-мм зенітна гармата FlaK 36/37/43 1 × 20-мм зенітна гармата FlaK 30                                                                         |

U-234 — німецький підводний човен типу XB класу великих океанських човнів-мінних загороджувачів з великою дальністю ходу, що входив до складу Військово-морських сил Третього Рейху за часів Другої світової війни. Закладений 1 жовтня 1941 року на верфі Friedrich Krupp Germaniawerft у Кілі. Спущений на воду 22 грудня 1943 року, а 2 березня 1944 року корабель увійшов до складу ВМС нацистської Німеччини. Єдиним командиром човна був капітан-лейтенант Йоганн-Генріх Фелер.
U-234 за час своєї кар'єри здійснив лише один бойовий похід, під час якого не потопив жодного судна противника. 14 травня 1945 року капітулював американському ескортному міноносцю «Саттон». Був доставлений до Portsmouth Navy Yard. Разом з екіпажем здався військово-повітряний аташе в Токіо, генерал авіації Ульріх Кесслер.
20 листопада 1947 року затоплений у ролі корабля-мішені торпедною атакою американської субмарини «Грінфіш» типу «Балао» у 40 милях на північний схід від мису Кейп-Код.